# 陳輊
陳輊（1435年—？），字弘載，直隸青陽縣人，明朝政治人物。進士出身。

## 生平
雲南鄉試第八名。天順八年（1464年）甲申科會試第二百十八名，殿試登進士第三甲第八十六名。

## 家族
曾祖父陳士益，曾任元萬戶。祖父陳貞，曾任府同知。父亲陳繼文。